# Pedro Millet
Pedro Lluís Millet Soler (Barcellona, 27 maggio 1952) è un ex velista spagnolo.

## Palmarès
- Giochi olimpici

Montreal 1976: argento nella classe 470.